# Marco Ciccioli
Marco Ciccioli (n. Bahía Blanca, 6 de noviembre de 1995) es un jugador argentino de Rugby que se desempeña como Pilar para el CASI. Desde 2018 forma parte de la Los Pumas, dirigidos por Mario Ledesma.
También jugó para Argentina XV.

## Clubes
| Club              | País      | Ciudad       |
| ----------------- | --------- | ------------ |
| Sociedad Sportiva | Argentina | Bahía Blanca |
| CASI              | Argentina | San Isidro   |